# Кваратика (Ла Специја)
Кваратика је насеље у Италији у округу Ла Специја, региону Лигурија.
Према процени из 2011. у насељу је живело 86 становника. Насеље се налази на надморској висини од 355 м.